# Hoplangia durotrix
Espèce
Statut CITES
Hoplangia durotrix est une espèce de coraux de la famille des Caryophylliidae.